# Johann Wohlmeyer
Johann Wohlmeyer (14. září 1850 Sankt Pölten – 8. března 1932 Sankt Pölten) byl rakouský křesťansko sociální politik, na konci 19. a počátku 20. století poslanec Říšské rady, v poválečném období poslanec rakouské Národní rady.

## Biografie
Vychodil národní školu a reálnou školu. Získal zkoušku v oboru stavitelství. Působil jako městský stavební mistr v Sankt Pölten. Byl členem mnoha živnostenských a zemědělských spolků. Angažoval se v Křesťansko sociální straně Rakouska. Byl poslancem Dolnorakouského zemského sněmu.
Na konci 19. století se zapojil i do celostátní politiky. Ve volbách do Říšské rady roku 1897 získal mandát v Říšské radě (celostátní zákonodárný sbor) za kurii venkovských obcí, obvod St. Pölten, Lilienfeld atd. Mandát ve svém obvodu obhájil ve volbách do Říšské rady roku 1901. Uspěl i ve volbách do Říšské rady roku 1907, konaných již podle všeobecného a rovného volebního práva, kdy byl zvolen v obvodu Dolní Rakousy 45. Usedl do poslanecké frakce Křesťansko-sociální sjednocení. Mandát obhájil za týž obvod i ve volbách do Říšské rady roku 1911. Usedl do klubu Křesťansko-sociální klub německých poslanců. Ve vídeňském parlamentu setrval až do zániku monarchie. K roku 1911 se profesně uvádí jako městský stavební mistr a zemský poslanec.
V letech 1918–1919 zasedal jako poslanec Provizorního národního shromáždění Německého Rakouska (Provisorische Nationalversammlung).